# Оттер-Тейл (тауншип, Миннесота)
Оттер-Тейл (англ. Otter Tail) — тауншип в округе Оттер-Тейл, Миннесота, США. На 2000 год его население составило 556 человек.

## География
По данным Бюро переписи населения США площадь тауншипа составляет 78,8 км², из которых 42,4 км² занимает суша, а 36,4 км² — вода (46,25 %).

## Демография
По данным переписи населения 2000 года здесь находились 556 человек, 241 домохозяйство и 187 семей.  Плотность населения —  13,1 чел./км².  На территории тауншипа расположено 644 постройки со средней плотностью 15,2 построек на один квадратный километр. Расовый состав населения: 98,74 % белых, 0,36 % коренных американцев, 0,18 % азиатов, 0,54 % c Тихоокеанских островов и 0,18 % приходится на две или более других рас. Испанцы или латиноамериканцы любой расы составляли 1,08 % от популяции тауншипа.
Из 241 домохозяйства в 22,4 % воспитывались дети до 18 лет, в 69,7 % проживали супружеские пары, в 6,2 % проживали незамужние женщины и в 22,0 % домохозяйств проживали несемейные люди. 19,5 % домохозяйств состояли из одного человека, при том 7,9 % из — одиноких пожилых людей старше 65 лет. Средний размер домохозяйства — 2,31, а семьи — 2,63 человека.
18,3 % населения — младше 18 лет, 3,8 % — в возрасте от 18 до 24 лет, 19,4 % — от 25 до 44, 35,6 % — от 45 до 64, и 22,8 % — старше 65 лет. Средний возраст — 51 год. На каждые 100 женщин приходилось 95,1 мужчин.  На каждые 100 женщин старше 18 приходилось 96,5 мужчин.
Средний годовой доход домохозяйства составлял 37 000 долларов, а средний годовой доход семьи —  38 667 долларов. Средний доход мужчин —  28 250  долларов, в то время как у женщин — 21 875. Доход на душу населения составил 21 931 доллар. За чертой бедности находились 8,9 % семей и 9,1 % всего населения тауншипа, из которых 12,7 % младше 18 и 4,2 % старше 65 лет.